# 라오러푸역
라오러푸역(중국어: 饶乐府站)은 중화인민공화국 베이징시 팡산구 청관 가도 라오러푸 마을 징저우로·이산로 교차로 서측에 위치한 베이징 지하철 옌팡선의 지하철역이다. 옌팡선 본선(옌산역 방향)과 지선(저우커우뎬전역 방향)이 이 역에서 분기된다. 2017년 12월 30일 옌팡선 본선 개통과 함께 개장하였다. 현 단계에서는 본선의 수요가 적어 지선 건설이 연기되었다.

## 위치
이 역은 서남6환로 외곽, 징저우로 남측에 위치하며 징저우로와 평행하게 배치되어 있다.

## 역 구조
이 역은 1섬 1상대식의 총 2면 3선 혼합식 승강장으로 설계된 3층 건물의 고가역이다.

### 층별 구조
| 3층 승강장 층 | 상대식 승강장, 오른쪽 출입문이 열림                | 상대식 승강장, 오른쪽 출입문이 열림                           |
| 3층 승강장 층 | ←                                                  | ■ 옌팡선 옌산 방면 (팡산청관)                                 |
| 3층 승강장 층 | →                                                  | ■ 옌팡선 옌춘 동 방면 (마거좡)                                |
| 3층 승강장 층 | 섬식 승강장(승강장 1면 폐쇄), 오른쪽 출입문이 열림 |                                                               |
| 3층 승강장 층 | 옌팡선 지선 사용 예정                              |                                                               |
| 2층 대합실 층 | 대합실                                             | 역사, 매표 서비스, 자동 티켓 판매기, 이카통(一卡通) 카드 충전 |
| 지면층        | –                                                  | 변전소, A-B출입구                                             |

### 역 예술
승강장의 C벽면에 운거사 테마의 예술벽이 설치되어 있다. 이는 돌무늬 콜라주를 사용하여 전체 그림의 윤곽을 잡아주는 돌의 질감과 모아레 선을 사용하여 운거사의 심오한 고요함을 선사하고 고전적인 비문과 함께 전체 그림이 자연스럽고 장식의 아름다움을 반영한다. 그 중, 디자인에 "운거사를 다시 방문하세요 - 가경어서(嘉庆御书)"라는 문구를 사용하는 것은 팡산 운거사 문화 유물 관리 사무소의 강력한 지원을 받은 것이다.

## 출입구
|                         |                  |                                                                    |  |  |
| 출구                    | 지시             | 출구 인근                                                          |  |  |
| 出口 · A                | 징저우로(京周路) | 라오러푸신춘(饶乐府新村), 라오러푸 마을 위원회(饶乐府村委会)       |  |  |
| 出口 · B                | 징저우로(京周路) | 국가전망성관공전소(国家电网城关供电所), 공안소방지대(公安消防支队) |  |  |
| 아이콘 설명: 엘리베이터 |                  |                                                                    |  |  |